# Madison River

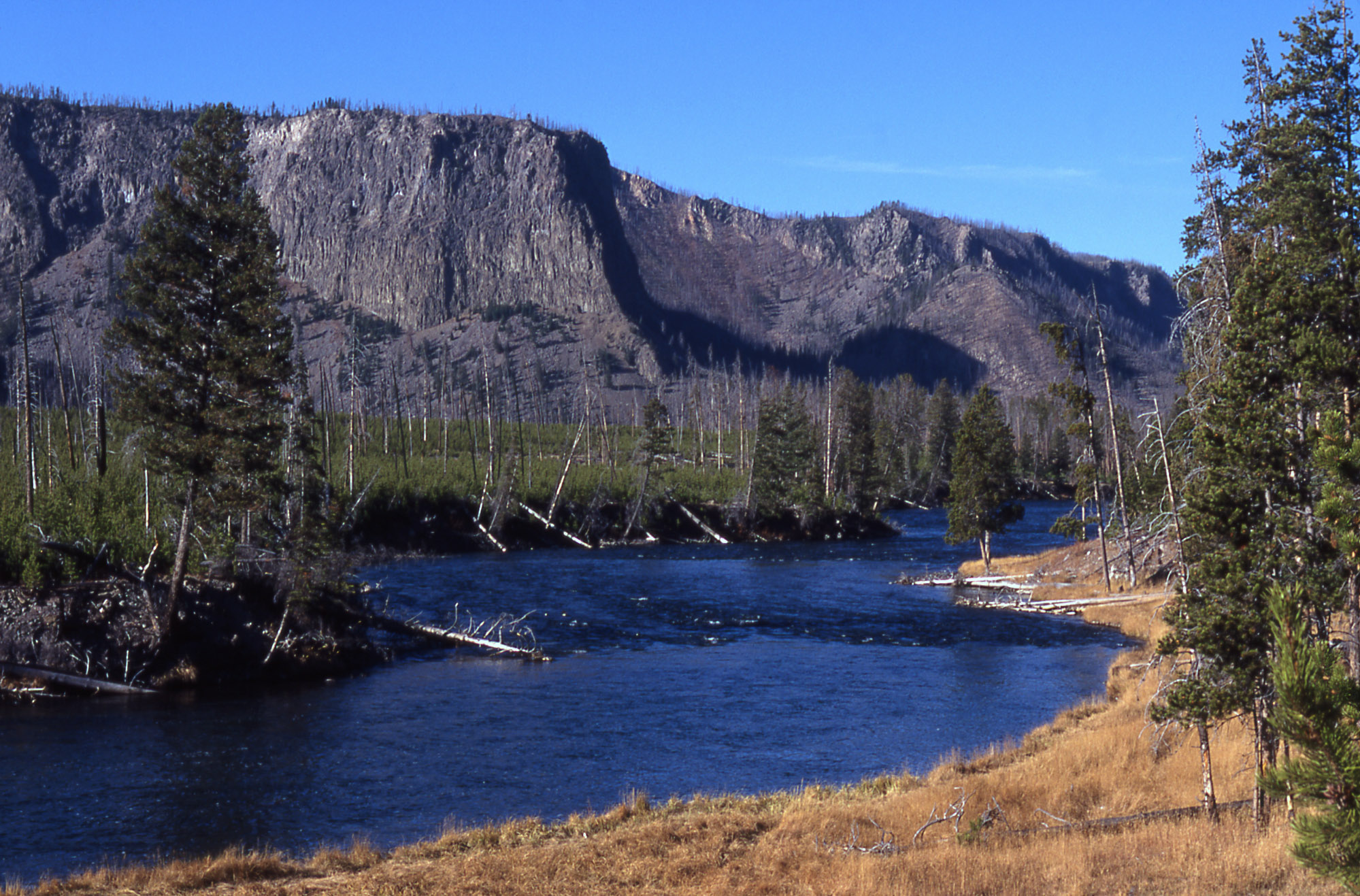
Madison River i Yellowstone nationalpark.

Madison River är en ca 295 km lång biflod till Missourifloden. Den har sin början i Yellowstone nationalpark i nordvästra Wyoming och sammanflyter med Jefferson River och Gallatin River vid Three Forks, Montana, där de tre floderna tillsammans bildar Missourifloden.
Madison River namngavs av Lewis och Clark efter USA:s dåvarande utrikesminister James Madison.